# Gairdner (plaats in West-Australië)
Gairdner is een plaats in de regio Great Southern in West-Australië.

## Geschiedenis
In 1848 verkende John Septimus Roe de streek en vernoemde de rivier de Gairdner naar Gordon Gairdner van het Colonial Office in Londen. In de jaren 1950 werd de streek door de overheid voor bewoning en landbouw vrijgegeven. De 'Gairdner River Progress Association' werd opgericht en ijverde voor het oprichten van een dorp met de naam Gairdner.
In 1960 werd er een basisschooltje opgericht. In 1978 keurde de bevoegde minister de naam Gairdner goed.

## Beschrijving
Gairdner maakt deel uit van het lokale bestuursgebied (LGA) Shire of Jerramungup, een landbouwdistrict, met Jerramungup als hoofdplaats. Het is een verzamel- en ophaalpunt voor de oogst van de in de streek bij de Co-operative Bulk Handling Group aangesloten graanproducenten.
Gairdner telde 105 inwoners in 2021. Het dorp heeft een basisschool.

## Transport
Gairdner ligt langs de South Coast Highway, 472 kilometer ten zuidoosten van de West-Australische hoofdstad Perth, 149 kilometer ten noordoosten van Albany en 31 kilometer ten zuiden van  Jerramungup. De GE4-busdienst van Transwa doet Gairdner twee keer per week aan.